# Möngke
Möngke (1208 - 1259) fou el quart gran kan dels mongols, net de Genguis Kan, fill de Tului i de Sorgaqtani i germà de Khublai Khan i de Hulegu. Möngke fou un kan auster, disciplinat, vigorós, bon guerrer, intel·ligent, administrador sever i just, que va començar el seu regnat junt amb el seu oncle Batu, que l'havia dut al tron. Quan Batu va morir (probablement el 1255), Möngke esdevingué el sobirà absolut, el primer de la línia Toluida, i va fer importants reformes per millorar l'administració de l'Imperi durant el seu regnat. Sota Möngke, els mongols van conquerir l'Iraq i Síria, així com el regne de Dalí.
Durant el seu regne va prohibir dictar exempcions d'impostos en els territoris dels ulus (feus dels prínceps) i va prohibir igualment partir la recaptació entre el feu i l'imperi. El gran kan va afavorir els nestorians (la seva mare era nestoriana) i el kerait Bolghai, un nestorià, fou nomenat camarlenc, També fou favorable al budisme i al taoisme, i en 1256 va optar pel budisme com a religió preferent.

## Biografia

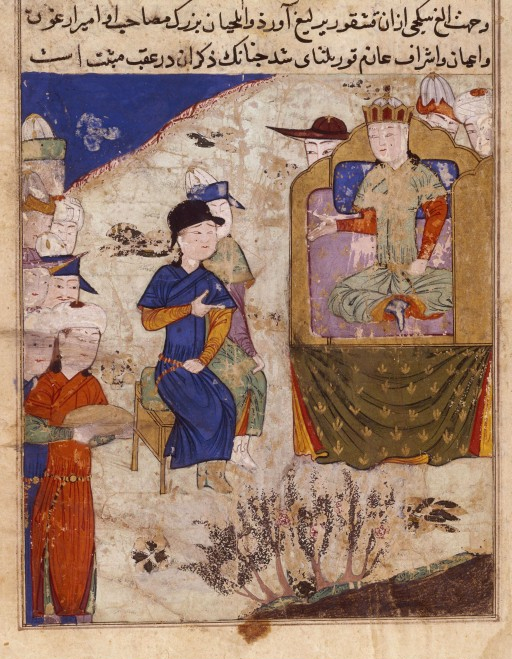
Audiència de Möngke.

Guyuk va morir segons les fonts xineses entre el 27 de març i el 24 d'abril i la regència va passar a la seva vídua Oghul Qaïmich que volia fer atribuir el tron a un dels prínceps de la línia d'Ogodei, Chiramon (nebot de Guyuk) o encara millor al fill que ella havia tingut amb Guyuk, de nom Qutcha. Però el deganat de la casa genguiskhànida el tenia Batu Khan de la línia Jotxida, que volia excloure a la branca d'Ogodei, i es va aliar amb la vídua de Tului, Sorgaqtani. Aquesta va convèncer fàcilment Batu de fer elegir Möngke.
El kuriltai per l'elecció de gran kan es va fer presidit per Batu, al seu campament d'Alaqmaq, al nord del riu Issiq Qul, el 1250. Els representants de les branques d'Ogodei i Txagatai no van assistir a la reunió o els que hi van anar la van abandonar abans de l'elecció; així la decisió quedava en mans de les branques de Djoci i Tului. Elegit Möngke com estava previst, les branques absents es van negar a ratificar l'elecció i reconèixer al nou gran kan al·legant que l'assemblea s'havia fet molt lluny dels llocs sagrats genguiskhànides i havia estat incomplerta. Batu va convocar llavors un segon kuriltai més complet a la regió sagrada a la vora de l'Onon o del Kerulen, i va convidar les branques refractàries a assistir-hi, però totes les requisitòries van rebre un complet refús. Batu va seguir endavant i el seu germà Berke fou encarregat d'organitzar el kuriltai a Koda'a-aral o Köto'ü-aral, a la vora del Kerulen. Els representants de la branca d'Ogodei van protestar i igual Yesü Möngke, cap de l'ulus de Txagatai, que donava suport als ogodeïdes. Però Berke va fer proclamar a Möngke com a gran kan l'1 de juliol de 1251, amb 43 anys, i l'imperi va passar així de la branca d'Ogodei a la de Tului. La seva mare Sorgaqtani, va morir poc després, el febrer de 1252.
Aquest virtual cop d'estat fou possible per la debilitat dels prínceps odogaïdes, tots joves, i per la influència de Batu com a degà del Genguiskhànides i cap de la branca major. Però això trencava la legitimitat i els perjudicats no s'hi podien conformar. Finalment Chiramon va decidir anar al kuriltai per fer homenatge al nou gran kan però en realitat per intentar una sorpresa i destronar a Möngke, però el complot fou descobert i les forces de Chiramon foren desarmades i els consellers com Qadaq, Tchinqai i alguns altres, executats. Chiramon i els prínceps de la seva branca foren arrestats. La regent Oghul Qaimich, que no havia afavorit l'elecció de Möngke i aquest l'odiava fou despullada per ser interrogada i després tancada dins d'un sac i tirada al riu Kerulen on es va ofegar (en una data entre maig i juliol del 1252). Khublai, el germà gran de Möngke, va salvar a Chiramon, i se'l va emportar a l'exèrcit a la Xina, però no va poder impedir que el gran kan fes ofegar finalment a Chiramon. El jove Qutcha, el més jove dels fills de Guyuk, fou deportat a un districte a l'oest de Karakorum. Goan s'havia sotmès espontàniament a Möngke i fou perdonat però es va haver d'erigir en instrument de la venjança del gran kan contra el governador Eldjigidai a Pèrsia. També es va salvar Qaidu i se'ls va permetre conservar l'ulus d'Ogodei a la zona del riu Iemil. Finalment Möngke va fer matar el kan de l'ulus de Txagatai, Yesü Möngke, que havia donat suport als ogodaïdes, i el va substituir per un altre príncep de la mateixa casa, Kara Hulagu, i després per la vídua d'aquest, la princesa Orghana en 1252. Büri, un altre net de Txagatai, fou enviat a Batu khan, que el va fer matar en revenja per una ofensa que li havia fet en la campanya d'Europa.

### Les campanyes de Khublai i Hülegü
Els Song havien ofert als mongols més resistència de l'esperada, El general xinès Meng Gong havia reconquerit Xiangyang que dominava el curs mitjà del Han en 1239 i els va disputar durant temps el Sichuan central o Chengdu, que els mongols no van poder dominar fins al 1241.
El 1251 Möngke va nomenar al seu germà Khublai com a governador de les parts conquerides de la Xina i poc després li va donar com a feu el Honan. Khublai es va rodejar de funcionaris xinesos i especialment el conseller Yao Chu, que havia estat el seu mestre de xinès breument quan era jove. Va fer esforços per restaurar l'agricultura al Honan, arruïnada per la guerra, i va repartir llavors i eines als pagesos, transformant als soldats tanmateix en pagesos.
En 1252 Möngke va encarregar una campanya dirigida pel seu germà Hülegü contra els nizaris El 1253 Möngke va fer un kuriltai a les fonts de l'Onon i va decidir que el seu germà petit Hulagu aniria a acabar la conquesta de Pèrsia sotmetent el califat abbàssida de Bagdad i la Mesopotàmia, i quan acabés aniria a Síria per establir un nou khanat a la regió: l'Ilkhanat; i Möngke en persona amb l'altre germà, Khublai Kan, aniria a la Xina per activar la guerra contra la dinastia Song.

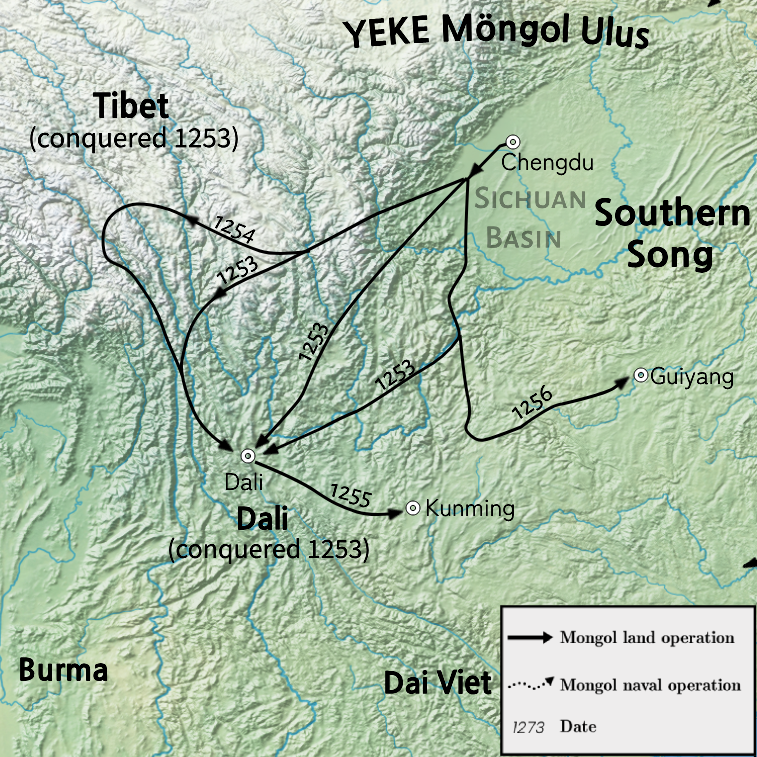
Conquesta de Dali

Abans d'atacar als Song de front, per ordre de Möngke, Khublai els va rodejar i, amb la cooperació del general Quriyangqatai (en persa Ouriyanqadai) fill del general Subotai, va sortir de Shensi (octubre del 1252), va travessar el Sichuan i va entrar i conquerir Yunnan, on el Regne de Dali des del segle viii, el Nan Chao o Ta-li en xinès, habitat per la raça lo-lo (tais). Khublai va ocupar la capital Ta-li i Chan-chan (Yu-nan-fu o potser Ping ting hiang) on s'havia refugiat el rei, que els xinesos anomenaven Tuan Hing-tche (1253). Aquest rei va poder restar al tron com a maharajà, però amb un administrador mongol al seu costat, càrrec que va recaure en el xinès pro mongol Lieu Che-tchong; el país fou dividit en districtes mongols confiats a prínceps genguiskhànides entre els quals Ugetchi, fill de Khublai, Tugluk, i Essen Timur (aquest darrer fill d'Ugetchi). Després el general Uriyangqatai va atacar els tibetans, als quals va forçar a reconèixer el vassallatge mongol.
Goryeo va resistir les invasions de l'Imperi Mongol durant gairebé 30 anys controlat de facto per una successió de dictadors semblant a un shogunat Amb l'ascens de Möngke, va renovar les seves demandes a Goryeo, que va enviar Jalairtai amb l'exèrcit el juliol de 1253 devastant el camp, i el mateix rei Gojong de Goryeo es va reunir amb enviats mongols per acordar un alto el foc a principis de 1254, però quan els mongols van saber que el fillastre del rei, ostatge dels mongols, no era de la línia reial i que els oficials de Goryeo que havien cooperat amb els mongols havien estat executats, van envair de nou el juliol de 1254 provocant estralls més generalitzats que anteriorment i més de 200.000 persones es van prendre com a esclaus i la fam es va apoderar del regne. L'exèrcit mongol va marxar amb els captius cap al nord el desembre sense cap resolució política.
En 1255 els mongols van llançar incursions marítimes al llarg de la costa coreana en vaixells construïts per artesans coreans capturats i un gran exèrcit liderat acompanyat dels ostatges es va reunir a Gapgot Daean per atacar l'illa de Ganghwa, on estava la capital del regne, però l'exèrcit es va retirar. Choe Ui va ser assassinat en 1258 per opositors a la cort i el rei va assumir control personal del govern i va indicar la seva intenció de negociar una pau i es va fer la pau amb els mongols enviant ostatges a la cort mongol com a prova de bona voluntat.
Hulagu va trigar cinc anys en reunir l'exèrcit, i no va ser fins al 1256 que es va preparar per començar les invasions. Kaykaus II, que acabava de resultar vencedor en el conflicte amb el seu germà Kilidj Arslan IV pel govern del Soldanat de Rum, es va negar a donar suport a Möngke en la conquesta del Califat Abbàssida i l'octubre del 1256 el seu general Baidju el derrotà juntament amb els cristians de l'exiliat Miquel Paleòleg a la batalla d'Aksaray i es va refugiar a Nicea, mentre el seu germà fou proclamat a Kayseri i tota l'Anatòlia esdevingué oficialment sota el govern de Möngke Khan.
El 1251 va nomenar un delegat taoista a la cort, Li tcheng tch'ang, i també un mestre de budisme, Na-mo. El 1255 Möngke va assistir a Karakoram a un debat entre el budista Na-mo i monjos taoistes i en la segona sessió convocada en 1256 a la que els taoistes no van assistir, va optar pel budisme com a religió preferent.
El 1257 Uriyangqatai va atacar el regne de Đại Việt que tenia per capital a Thăng Long (l'actual Hanoi) baixant des de Yunnan fins a la plana de Tonquín. El rei de Đại Việt Trần Thái Tông va abdicar després de ser derrotat a la batalla de Bình Lệ Nguyên i Thăng Long fou saquejada. El seu successor Trần Thánh Tông es va reconèixer vassall mongol el març del 1258.

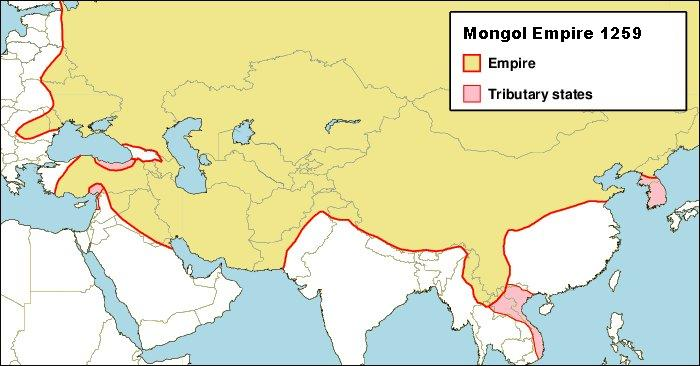
L'imperi mongol en 1259

El 1258 en un kurultai celebrat a Mongòlia, Möngke va decidir agafar la direcció de la guerra contra els Song personalment. Amb el principal exèrcit mongol va avançar del Shensi a Sichuan l'octubre del 1258 i va conquerir Pao-ning vers desembre del 1258, però tot i grans esforços no va poder conquerir Diaoyucheng, i va morir l'11 d'agost de 1259 de disenteria, que havia agafat durant el setge.
Khublai va continuar els atacs des de l'est baixant de l'Hopei amb un altre exèrcit i assetjava Wu-tcheu (moderna Wu-tchang) al Yang-tse mitjà, enfront de Han Keu al Hopei; al mateix temps el general Uriyangqatai, que havia tornat des del Tonquín al Yunnan a finals del 1257, va passar al Kwangsi on va atacar Kuei-lin, i va seguir cap a Honan per assetjar Tchang-cha. Així els Song es veien atacats pel nord i el sud. En rebre notícies que el seu germà, Arig Boke, havia convocat un kurultai en què havia estat escollit gran kan el juny de 1260. Khublai va signar una treva amb el ministre song Kia Sseu-tao que establí el Yang-tse de frontera, i llavors va tornar al Hopei amb el seu exèrcit.

### Successió i fragmentació de l'Imperi

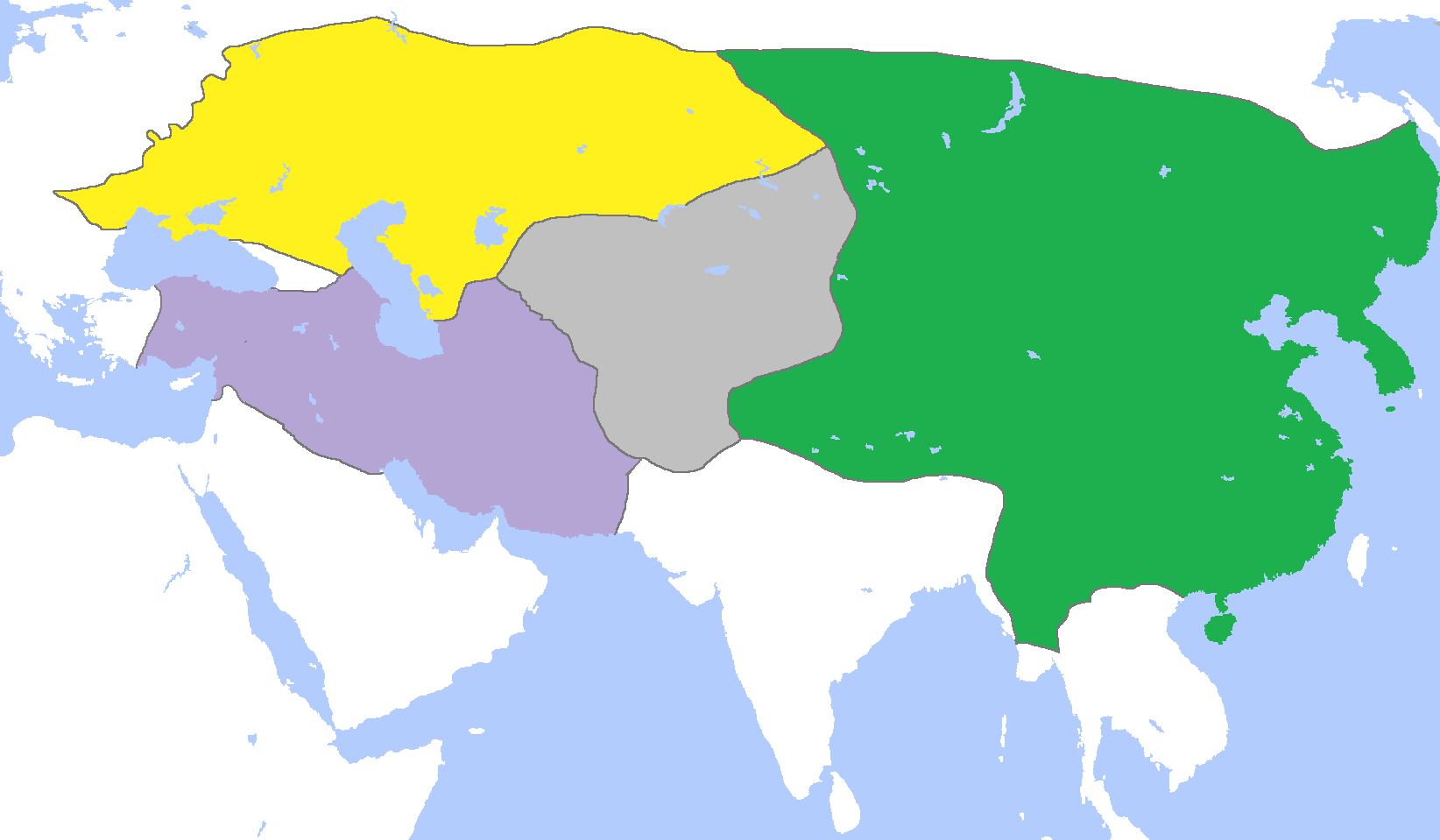
La divisió de l'Imperi Mongol, c. 1300, mostrant els kanats de l'Horda d'Or (groc), el kanat de Txagatai (gris), la dinastia Yuan (verd) i l'Ilkanat (morat)

Després que Arig Boke va succeir Möngke van esclatar la Guerra Civil Toluida, juntament amb la guerra Berke-Hulagu i la posterior guerra Kaidu-Kublai establint el seu germà Kublai Khan com a Gran Khan i debilitant molt l'autoritat del gran khan sobre la totalitat de l'Imperi mongol. L'imperi es va fracturar en quatre khanats: l'Horda d'Or a l'Europa de l'Est, el kanat de Txagatai a l'Àsia Central, l'Ilkhanat a l'Iran i la dinastia Yuan a la Xina amb seu a l'actual Beijing, encara que els emperadors Yuan tenien el títol nominal de khagan de l'imperi.